# إيدو (لاعب كرة قدم مواليد 1993)
إدواردو ناسيمينتو دا سيلفا (بالبرتغالية: Eduardo Nascimento da Silva) (5 مارس 1993 بفولتا ريدوندا في البرازيل - ) هو لاعب كرة قدم برازيلي في مركز الهجوم لعب في نادي دبا الفجيرة ونادي كروزيرو.

## وصلات خارجية
- إيدو (لاعب كرة قدم مواليد 1993) على موقع قاعدة بيانات كرة القدم.إي يو (الإنجليزية)
- إيدو (لاعب كرة قدم مواليد 1993) على موقع Soccerway.com (الإنجليزية)